# Clădirea fostei mori cu aburi de pe str. Șipotelor, 2 (Chișinău)
Clădirea fostei mori cu aburi de pe str. Șipotelor, 2 este o clădire amplasată pe str. Șipotelor, 2 în Chișinău, Republica Moldova. Este un monument arhitectural de importanță națională inclus în Registrul monumentelor Republicii Moldova ocrotite de stat cu nr. 210 (municipiul Chișinău). Datează de la înc. sec. XX.